# Arturo González-Campos
Arturo González-Campos González  (Madrid, 6 de febrero de 1969) es un guionista, locutor y humorista español.

## Trayectoria

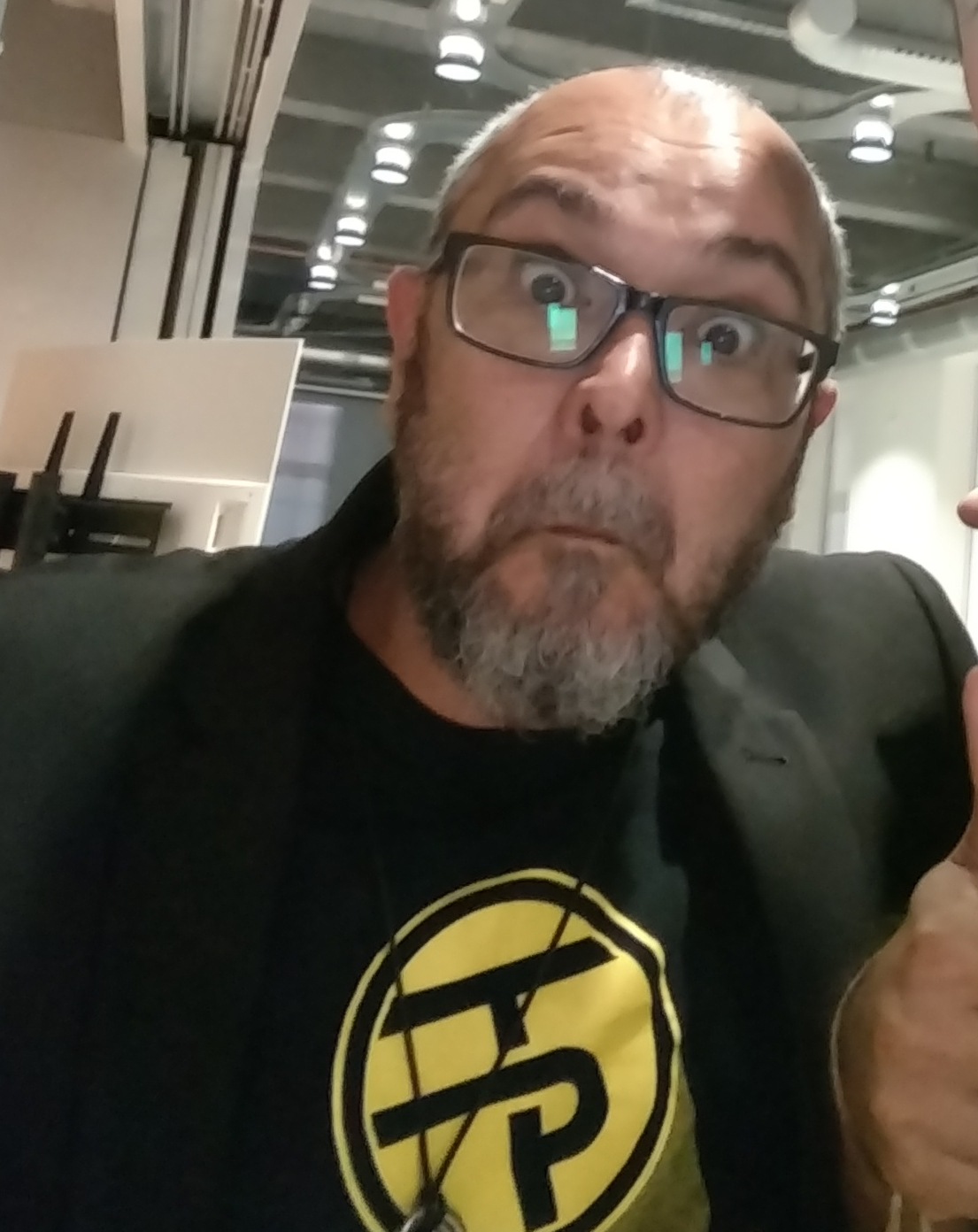
Arturo González-Campos en septiembre de 2018.

Arturo González-Campos es conocido por su participación en programas de televisión como El club de la comedia, Se hace saber, Splunge y La noche... con Fuentes y cía u obras de teatro como 5hombres.com, entre otros muchos espectáculos, fue además la voz en off de Brainiac y Mucho que perder. 
Con más de 15 años de experiencia como monologuista en teatros y salas, entre las que destaca El club de la comedia.
Como locutor de radio ha participado en espacios como Jo, ¡qué noche!, Hacia el 2000 o Esta boca es mía. Desde 2008 hasta el 27 de mayo de 2016, codirigió y copresentó, en Onda Cero, junto a Sergio Fernández Meléndez el programa de radio La Parroquia.
Junto a Sergio Fernández, El Monaguillo, ha escrito varios libros de humor y monólogos, habiendo asimismo representado la obra teatral Vivir así es morir de humor durante dos temporadas en el Teatro Infanta Isabel. Y El Show de la Parroquia en numerosas salas españolas. 
Es el director del programa de radio en podcast Todopoderosos, desde diciembre de 2014, con más de un millón de descargas en diferentes plataformas como iTunes e Ivoox entre otras. Junto con sus compañeros de equipo Juan Gómez-Jurado, Javier Cansado y Rodrigo Cortés, cada mes en Fundación Telefónica (Gran Vía) realiza el programa en streaming con público y en directo.
También trabajó como director, junto a Juan Gómez-Jurado, en el programa Cinemascopazo, entre junio de 2017 hasta septiembre de 2018, como programa veraniego. Cada semana llevaban a un invitado que les ayudaba a dar diferentes puntos de vista sobre la película.
Desde mayo de 2018, dirige el podcast Aquí hay dragones, de la plataforma Podium Podcast, también con Juan Gómez-Jurado, Javier Cansado y Rodrigo Cortés.
También con Juan Gómez-Jurado, ha presentado el programa de televisión Los Seriotes de AXN, para el canal AXN, desde noviembre de 2018 hasta diciembre de 2019. En dicho programa hablan de diferentes series de la cadena con un invitado diferente en cada edición.
A finales de 2019 lanza su libro Marvel: ¡Qué hermosa eres!.
En marzo de 2020 estrenó el programa de radio en podcast Mi año favorito, que conduce junto a Dani Rovira, en el que invitan a diferentes personas para hablar del año favorito de su elección y los diferentes acontecimientos de ese año.
Ha realizado numerosas charlas en convenciones y universidades sobre diferentes temas, como la conferencia de clausura EBBE14 en Sevilla, que estuvo centrada en el humor en las redes sociales, lo tolerable, lo no tolerable y el uso de las redes en los medios de comunicación. Impartió un taller de creación de monólogos de humor en el Máster en Guion de Ficción para Televisión y Cine de la Universidad Pontificia de Salamanca.

## Apariciones

### Actor
Quince años de experiencia como monologuista.
Actor en:
- La noche... con Fuentes y cía
- El club de la comedia
- Splunge
- Cinco Hombres punto com
- El Show de la Parroquia
- Vivir así es morir de humor
- Así nos va
- Se hace saber

### Radio y podcast
- Codirector de La Parroquia en Onda Cero.
- Director de Lo que hay que oír y Jo, qué noche en Onda Cero.
- Participa en el programa No somos nadie de M-80.
- Participa en los Programas de Onda Cero Música: Hacia el 2000, Esta boca es mía, Mariscal Romero show.
- Director de Todopoderosos, podcast cultural con Juan Gómez-Jurado, Rodrigo Cortés y Javier Cansado.
- Director de Cinemascopazo, programa emitido a través de la plataforma de Youtube junto con Juan Gómez-Jurado.
- Director de Aquí hay dragones, podcast cultural de la plataforma Podium Podcast con Juan Gómez-Jurado, Rodrigo Cortés y Javier Cansado.
- Director de Mi año favorito, que conduce junto a Dani Rovira.

### Guion
En Globomedia, gesta la creación del programa El club de la comedia donde trabaja como guionista y coordinador de guiones durante los primeros siete años del programa. 
- La noche... con Fuentes y cía
- Splunge
- Con dos tacones (Serie)
- El sexto sentido
- El club de Flo
- Amigos (Cine)
- Guion del espectáculo de Bermúdez Cada oreja con su pareja
- El club del chiste

### Libros
Arturo González-Campos ha participado en las siguientes obras:
- El club de la comedia volúmenes I, II, III
- Cinco Hombres. Com
- Cinco Mujeres punto Com
- La vida según San Francisco
- No somos nadie vol. 1
- Crítico de cine: Miembro del círculo de escritores cinematográficos. Artículos publicados en la revista Nickelodeón
- Con la Universidad de Salamanca: “El entretenimiento en televisión: guion y creación de formatos de humor en España” Concretamente la parte dedicada al stand up comedy en España-
- Y líbranos del mal... Humor. Amén con Espasa Calpe.
- Tonto el que lo lea con Espasa Calpe.
- Para qué sirve un cuñao
- Vamos a la cama
- Viva la madre que me parió
- Padre nuestro que estás en el sofá
- Yo también fui a EGB... Y tampoco fue pa´tanto
- La fuerza para cuñaos
- Batman mola más que tú
- Si yo tuviera una escoba
- Marvel ¡Qué hermosa eres!
- Enhorabuena por tu fracaso
- Cine con cosas